# 饶平学宫
孔子文庙，位于中国广东省潮州市饶平县三饶镇，坐落于饶平县第一中学校园之内。孔子文庙始建于明代成化十四年（1478年）。1981年7月，列入饶平县文物保护单位。
1478年，孔子文庙由知县杨昱建成。原占地一百亩，主要建筑包括正殿、东西庑及前庭。现仅存文庙大殿。